# Кларкдейл
Кларкдейл (на английски: Clarkdale) е град в окръг Явапай, щата Аризона, САЩ. Кларкдейл е с население от 4188 жители (2007) и обща площ от 19,4 km². Намира се на 1081 m надморска височина. ЗИП кодът му е 86324, а телефонният му код е 928.